# Jack Dalrymple
John "Jack" Dalrymple (født 16. oktober 1948 i Minneapolis) er en amerikansk politiker, og var den 32. guvernør for den amerikanske delstat North Dakota fra 2010 til 2016. Fra 2000 til 2010 var han viceguvernør i delstaten under guvernør John Hoeven. Dalrymple er medlem af det Republikanske parti.
Dalrymple blev midlertidig guvernør efter at den siddende guvernør John Hoeven, 2. november 2010 blev valgt til Senator i det amerikanske Senat. To dage senere, den 4. november 2010 udpegede Dalrymple Drew Wrigley som sin viceguvernør. Den 7. december 2010 blev Dalrymple officielt taget i ed som guvernør og Wrigley blev taget i ed som viceguvernør. Jack Dalrymple har meddelt at han stiller op som sit partis guvernørkandidat ved valget i 2012.
Jack Dalrymple har en Bachelor of Science fra Yale University.
Dalrymple har siden 1971 været gift med Betsy Wood, og de har sammen 4 døtre.